# Coppa Europa di bob 2014
La Coppa Europa di bob 2014, ufficialmente denominata FIBT Bobsleigh Europe Cup 2013/14, è stata l'edizione 2013-2014 del circuito continentale europeo del bob, manifestazione organizzata annualmente dalla Federazione Internazionale di Bob e Skeleton; è iniziata il 21 novembre 2013 ad Altenberg, in Germania, e si è conclusa il 18 gennaio 2014 a Sankt Moritz, in Svizzera. Vennero disputate ventiquattro gare: sedici per gli uomini e otto per le donne in cinque differenti località.
Vincitori dei trofei, conferiti ai piloti classificatisi per primi nel circuito, sono stati la tedesca Carolin Zenker nel bob a due femminile e il connazionale Nico Walther in entrambe le specialità maschili nonché nella combinata.

## Calendario
| Località             | Date                | Donne     | Uomini    | Uomini        |
| Località             | Date                | Bob a due | Bob a due | Bob a quattro |
| -------------------- | ------------------- | --------- | --------- | ------------- |
| Altenberg            | 21–24 novembre 2013 | ●         | ●●        | ●             |
| Schönau am Königssee | 6–8 dicembre 2013   | ●●        | ●●        | ●             |
| Winterberg           | 14–16 dicembre 2013 | ●●        | ●         | ●●            |
| Innsbruck            | 9–12 gennaio 2014   | ●●        | ●●        | ●●            |
| Sankt Moritz         | 16–18 gennaio 2014  | ●         | ●         | ●●            |
| Totale               | Totale              | 8         | 8         | 8             |

## Risultati

### Donne
| Data             | Località             | Specialità | Prime classificate                                          | Seconde classificate                           | Terze classificate                                      |
| ---------------- | -------------------- | ---------- | ----------------------------------------------------------- | ---------------------------------------------- | ------------------------------------------------------- |
| 22 novembre 2013 | Altenberg            | A due      | Stefanie Szczurek Lisa Marie Buckwitz Germania              | Carolin Zenker Sarah Noll Germania             | Miriam Wagner Erline Nolte Germania                     |
| 6 dicembre 2013  | Schönau am Königssee | A due      | Carolin Zenker Mariama Jamanka Germania                     | Miriam Wagner Erline Nolte Germania            | Stefanie Szczurek Lisa Marie Buckwitz Germania          |
| 7 dicembre 2013  | Schönau am Königssee | A due      | Carolin Zenker Kristin Steinert Germania                    | Stefanie Szczurek Erline Nolte Germania        | Miriam Wagner Lisa Marie Buckwitz Germania              |
| 14 dicembre 2013 | Winterberg           | A due      | Stefanie Szczurek Lisa Marie Buckwitz Erline Nolte Germania | Carolin Zenker Janine Tischer Germania         | Miriam Wagner Erline Nolte Lisa Marie Buckwitz Germania |
| 15 dicembre 2013 | Winterberg           | A due      | Miriam Wagner Erline Nolte Germania                         | Carolin Zenker Janine Tischer Germania         | Miriam Wagner Lisa Marie Buckwitz Germania              |
| 9 gennaio 2014   | Innsbruck            | A due      | Carolin Zenker Sarah Noll Germania                          | Stefanie Szczurek Lisa Marie Buckwitz Germania | Victoria Olaoye Gillian Cooke Gran Bretagna             |
| 10 gennaio 2014  | Innsbruck            | A due      | Carolin Zenker Sarah Noll Germania                          | Stefanie Szczurek Lisa Marie Buckwitz Germania | Christina Hengster Viola Kleiser Austria                |
| 16 gennaio 2014  | Sankt Moritz         | A due      | Miriam Wagner Patricia Polifka Germania                     | Carolin Zenker Sarah Noll Germania             | Anastasija Tambovceva Ekaterina Rozner-Lucenko Russia   |

### Uomini
| Data             | Località             | Specialità | Primi classificati | Secondi classificati | Terzi classificati                                                              |
| ---------------- | -------------------- | ---------- | --- | --- | ------------------------------------------------------------------------------- |
| 21 novembre 2013 | Altenberg            | A due      | Albrecht Klammer Martin Grothkopp Germania | Nico Walther Candy Bauer Germania                                                                                                   | Manuel Machata Gino Gerhardi Germania                                           |
| 22 novembre 2013 | Altenberg            | A due      | Nico Walther Candy Bauer Germania | Rico Peter Thomas Ruf Svizzera | Uģis Žaļims Vairis Leiboms Lettonia                                             |
| 24 novembre 2013 | Altenberg            | A quattro  | Albrecht Klammer Pierre Jaques Philipp Knötzsch Florian Paul Kunze Germania                                                                     | Manuel Machata Jan Speer Christian Friedrich Gino Gerhardi Germania                                                                 | Nico Walther Pablo Nolte Christian Schmacht Birk Lösche Germania                |
| 6 dicembre 2013  | Schönau am Königssee | A due      | Nico Walther Candy Bauer Germania | Albrecht Klammer Martin Grothkopp Germania                                                                                          | Uģis Žaļims Vairis Leiboms Lettonia                                             |
| 7 dicembre 2013  | Schönau am Königssee | A due      | Benjamin Schmid Matthias Kagerhuber Germania | Nico Walther Candy Bauer Germania                                                                                                   | Benjamin Maier Angel Somov Austria e Aleksej Gorlačëv Nikolaj Gnezdilov Russia  |
| 8 dicembre 2013  | Schönau am Königssee | A quattro  | Manuel Machata Michail Makarow Gino Gerhardi Tino Paasche Germania e Benjamin Schmid Kevin Korona Fabian Heinemann Matthias Kagerhuber Germania | non assegnato | Aleksej Gorlačëv Aleksej Kireev Vasilij Kondratenko Vladimir Zajcev Russia      |
| 14 dicembre 2013 | Winterberg           | A due      | Rico Peter Simon Friedli Svizzera | Albrecht Klammer Philipp Knötzsch Germania                                                                                          | Nico Walther Christian Schmacht Germania                                        |
| 15 dicembre 2013 | Winterberg           | A quattro  | Manuel Machata Florian Becke Tino Paasche Jan Speer Germania                                                                                    | Albrecht Klammer Pierre Jaques Florian Paul Kunze Philipp Knötzsch Germania                                                         | Nico Walther Birk Lösche Kevin Korona Pablo Nolte Germania                      |
| 16 dicembre 2013 | Winterberg           | A quattro  | Albrecht Klammer Pierre Jaques Florian Paul Kunze Philipp Knötzsch Germania                                                                     | Nico Walther Kevin Korona Pablo Nolte Birk Lösche Germania                                                                          | Uģis Žaļims Vairis Leiboms Edgars Eriņš Kristaps Kalniņš Lettonia               |
| 8 gennaio 2014   | Innsbruck            | A due      | Albrecht Klammer Christian Schmacht Germania | Oskars Ķibermanis Vairis Leiboms Lettonia                                                                                           | Nico Walther Candy Bauer Germania                                               |
| 9 gennaio 2014   | Innsbruck            | A due      | Benjamin Schmid Matthias Kagerhuber Germania | Benjamin Maier Markus Sammer Austria                                                                                                | Albrecht Klammer Pierre Jaques Germania e Nico Walther Tino Paasche Germania    |
| 11 gennaio 2014  | Innsbruck            | A quattro  | Nikita Zacharov Pëtr Moiseev Il'vir Chuzin Nikolaj Chrenkov Russia                                                                              | Benjamin Schmid Alexej Bogdaschin Fabian Heinemann Matthias Kagerhuber Germania                                                     | Albrecht Klammer Pierre Jaques Philipp Knötzsch Florian Paul Kunze Germania     |
| 12 gennaio 2014  | Innsbruck            | A quattro  | Benjamin Schmid Alexej Bogdaschin Matthias Kagerhuber Fabian Heinemann Germania                                                                 | Maksim Andrianov Pavel Utkin Jurij Čubakov Vladimir Zajcev Russia e Benjamin Maier Angel Somov Markus Sammer Stefan Withalm Austria |                                                                                 |
| 18 gennaio 2014  | Sankt Moritz         | A due      | Benjamin Schmid Candy Bauer Germania | Albrecht Klammer Christian Schmacht Germania                                                                                        | Nico Walther Tino Paasche Germania                                              |
| 18 gennaio 2014  | Sankt Moritz         | A quattro  | Uģis Žaļims Kristaps Kalniņš Raivis Zīrups Intars Dambis Lettonia                                                                               | Matthias Böhmer Johannes Lochner Philipp Wobeto Axel Christ Germania                                                                | Benjamin Schmid Matthias Kagerhuber Alexej Bogdaschin Fabian Heinemann Germania |
| 18 gennaio 2014  | Sankt Moritz         | A quattro  | Evgenij Paškov Andrej Lylov Vladislav Medvedev Aleksej Zajcev Russia                                                                            | Benjamin Schmid Fabian Heinemann Matthias Kagerhuber Alexej Bogdaschin Germania                                                     | Uģis Žaļims Kristaps Kalniņš Raivis Zīrups Intars Dambis Lettonia               |

## Classifiche

### Bob a due donne
| Pos. | Nome pilota            | Nazione     | ALT | KÖN-1 | KÖN-2 | WIN-1 | WIN-2 | INN-1 | INN-2 | STM | Punti |
| ---- | ---------------------- | ----------- | --- | ----- | ----- | ----- | ----- | ----- | ----- | --- | ----- |
| 1    | Carolin Zenker         | Germania    | 2   | 1     | 1     | 2     | 2     | 1     | 1     | 2   | 920   |
| 2    | Stefanie Szczurek      | Germania    | 1   | 3     | 2     | 1     | 3     | 2     | 2     | 5   | 866   |
| 3    | Miriam Wagner          | Germania    | 3   | 2     | 3     | 3     | 1     | 5     | 9     | 1   | 824   |
| 4    | Sandra Kroll           | Germania    | 5   | 4     | 4     | 6     | 4     | 10    | 4     | 4   | 732   |
| 5    | Edith Burkard          | Svizzera    | 7   | 8     | 7     | 4     | 5     | 6     | 5     | 6   | 704   |
| 6    | Maria Adela Constantin | Romania     | 8   | 5     | 6     | 7     | 6     | 8     | 12    | 7   | 660   |
| 7    | Serena Capponcelli     | Italia      | 4   | 6     | 5     | 5     | 7     | 9     | 11    | DNS | 596   |
| 8    | Marije van Huigenbosch | Paesi Bassi | 6   | 7     | 8     | 11    | 9     | 13    | 15    | 9   | 584   |
| 9    | Nadežda Sergeeva       | Russia      | -   | 9     | 9     | 8     | 8     | 4     | 7     | -   | 492   |
| 10   | An Vannieuwenhuyse     | Belgio      | -   | 10    | 10    | 10    | 10    | 11    | 9     | -   | 432   |

### Bob a due uomini
| Pos. | Nome pilota      | Nazione  | ALT-1 | ALT-2 | KÖN-1 | KÖN-2 | WIN | INN-1 | INN-2 | STM | Punti |
| ---- | ---------------- | -------- | ----- | ----- | ----- | ----- | --- | ----- | ----- | --- | ----- |
| 1    | Nico Walther     | Germania | 2     | 1     | 1     | 2     | 3   | 3     | 3     | 3   | 868   |
| 2    | Albrecht Klammer | Germania | 1     | 4     | 2     | -     | 2   | 1     | 3     | 2   | 768   |
| 3    | Uģis Žaļims      | Lettonia | 5     | 3     | 3     | 7     | 12  | 8     | 12    | 6   | 676   |
| 4    | Benjamin Maier   | Austria  | 10    | 7     | 11    | 3     | 13  | 6     | 2     | -   | 584   |
| 5    | Evgenij Paškov   | Russia   | 4     | 11    | 13    | 13    | 6   | 12    | 6     | 17  | 568   |
| 6    | Maksim Andrianov | Russia   | 11    | 9     | 9     | 6     | 17  | 9     | 13    | 10  | 560   |
| 7    | Benjamin Schmid  | Germania | -     | -     | 4     | 1     | -   | 4     | 1     | 1   | 552   |
| 8    | Markus Treichl   | Austria  | 9     | 17    | 15    | 11    | 5   | 16    | 8     | 12  | 524   |
| 9    | Rico Peter       | Svizzera | 6     | 2     | 5     | 5     | 1   | -     | -     | DNS | 406   |
| 10   | Vuk Rađenović    | Serbia   | 8     | 21    | 25    | 8     | 14  | 14    | 10    | 8   | 396   |

### Bob a quattro uomini
| Pos. | Nome pilota         | Nazione  | ALT | KÖN | WIN-1 | WIN-2 | INN-1 | INN-2 | STM-1 | STM-2 | Punti |
| ---- | ------------------- | -------- | --- | --- | ----- | ----- | ----- | ----- | ----- | ----- | ----- |
| 1    | Nico Walther        | Germania | 3   | 5   | 3     | 2     | 4     | 4     | 11    | 5     | 758   |
| 2    | Albrecht Klammer    | Germania | 1   | -   | 2     | 1     | 3     | 5     | 4     | 4     | 736   |
| 3    | Uģis Žaļims         | Lettonia | 6   | 8   | 7     | 3     | 14    | 10    | 1     | 3     | 704   |
| 4    | Maksim Andrianov    | Russia   | 8   | 10  | 9     | 8     | 6     | 2     | 14    | 11    | 630   |
| 5    | Andreeas Paul Neagu | Romania  | 5   | 6   | 5     | 4     | 11    | 12    | 12    | 17    | 608   |
| 6    | Benjamin Schmid     | Germania | -   | 1   | -     | -     | 2     | 1     | 3     | 2     | 562   |
| 7    | Thibault Godefroy   | Francia  | 13  | 13  | 14    | 15    | 16    | 14    | 8     | 7     | 496   |
| 8    | Benjamin Maier      | Austria  | -   | 4   | 8     | 13    | 7     | 2     | 17    | -     | 474   |
| 9    | Patrick Baumgartner | Italia   | 11  | 14  | 13    | 12    | 17    | 16    | 9     | 14    | 472   |
| 10   | Vuk Rađenović       | Serbia   | 10  | DSQ | 11    | 11    | 11    | 7     | 16    | 15    | 460   |

### Combinata uomini
| Pos. | Nome pilota         | Nazione  | Punti |
| ---- | ------------------- | -------- | ----- |
| 1    | Nico Walther        | Germania | 1626  |
| 2    | Albrecht Klammer    | Germania | 1504  |
| 3    | Uģis Žaļims         | Lettonia | 1380  |
| 4    | Maksim Andrianov    | Russia   | 1190  |
| 5    | Benjamin Schmid     | Germania | 1114  |
| 6    | Benjamin Maier      | Austria  | 1058  |
| 7    | Andreeas Paul Neagu | Romania  | 1011  |
| 8    | Evgenij Paškov      | Russia   | 1000  |
| 9    | Vuk Rađenović       | Serbia   | 935   |
| 10   | Rico Peter          | Svizzera | 830   |